# Christopher Campbell (Rennfahrer)
Christopher Campbell (* 25. April 1968 in Boulogne-sur-Mer) ist ein ehemaliger französischer Autorennfahrer.

## Karriere
Christopher Campbell war ein bekannter Fahrer im französischen Porsche-Carrera-Cup und der französischen GT-Meisterschaft. Nach einem zweiten Endrang 1995 sicherte er sich 1996 die Gesamtwertung der B-Klasse im Carrera Cup. 1997 wurde er Dritter. 2007 gewann er die GT3-Endwertung der französischen GT-Meisterschaft.
International waren der 18. Endrang beim 24-Stunden-Rennen von Le Mans 2005 und der 15 Rang beim 24-Stunden-Rennen von Spa-Francorchamps 2008 die besten Ergebnisse.

## Statistik

### Le-Mans-Ergebnisse
| Jahr | Team                  | Fahrzeug           | Teamkollege     | Teamkollege | Platzierung | Ausfallgrund |
| ---- | --------------------- | ------------------ | --------------- | ----------- | ----------- | ------------ |
| 2005 | Luc Alphand Aventures | Porsche 996 GT3 RS | Jérôme Policand | Luc Alphand | Rang 18     |              |